# Ancistrorhynchus
Die Pflanzengattung Ancistrorhynchus gehört zur Familie der Orchideen (Orchidaceae). Die etwa 17 Arten wachsen meist epiphytisch im tropischen Afrika.

## Beschreibung

### Vegetative Merkmale
Die Ancistrorhynchus-Arten wachsen als ausdauernde krautige Pflanzen. Sie besitzen eine monopodial wachsende, selten verzweigte Sprossachse. Diese ist gestaucht mit kurzen Internodien. Die Sprossachsen wachsen teils aufrecht, oft auch bogig herabhängend. Im unteren Bereich finden sich die von Velamen umhüllten Wurzeln.
Die Laubblätter sitzen zweizeilig an der Sprossachse und sind von diesem durch ein Trenngewebe abgesetzt. Der Blattgrund umfasst die Sprossachse so, dass dieser vollständig von den Blattbasen verhüllt wird. Sie entfalten sich conduplikat, die Mittelrippe tritt deutlich hervor. Die Form der Blattspreiten ist linealisch bis lanzettlich. Die Blattspitze ist eingezogen, sodass zwei Lappen entstehen. Diese sind fast gleich bis deutlich ungleich groß, gerundet, zugespitzt oder mit mehreren Zähnen versehen. Bei kleinen Arten, wie Ancistrorhynchus parviflorus, messen die Laubblätter nur etwa 4 Zentimeter in der Länge, während sie bei Ancistrorhynchus clandestinus bis zu 1 Meter lang sind.

### Generative Merkmale
Die Blüten stehen dicht gedrängt in kurzen Blütenständen zusammen. Die papierartigen Tragblätter können genauso groß wie die Blüten sein. Die vorherrschende Blütenfarbe ist weiß, manchmal etwas grünlich oder bräunlich. Die Blüten halten nur wenige Tage und bleiben oft halb geschlossen. Sie sind bei einigen Arten resupiniert, bei anderen nicht. Die Blütenhüllblätter sind nicht miteinander verwachsen. Die Lippe ist einfach oder leicht dreilappig und bildet an ihrer Basis einen Sporn. Die Säule trägt auf der Unterseite die etwas eingesenkte Narbe und am Ende das Staubblatt. Das Trenngewebe zwischen Narbe und Staubblatt (Rostellum) ist zweiteilig, die beiden langen Lappen führen vom Staubblatt weg zuerst parallel zur Säule und weisen dann eine Biegung um 180° zur Säulespitze hin auf. Die beiden Pollinien sind über ein gemeinsames oder zwei separate Stielchen mit einer gemeinsamen Klebscheibe (Viscidium) verbunden.

## Standorte
Ancistrorhynchus-Arten gedeihen epiphytisch im Schatten immerfeuchter Wälder.

## Systematik, Verbreitung und botanische Geschichte
Die Gattung Ancistrorhynchus wurde 1907 von Achille Finet in Mémoires de la Société Botanique de France Band 9, Seite 44
aufgestellt. Die beiden von ihm benannten Arten waren Ancistrorhynchus breviflorus und Ancistrorhynchus recurvus. Schon lange vorher hatten John Lindley und Heinrich Gustav Reichenbach drei Arten beschrieben – in den Gattungen Angraecum und Listrostachys – die Finet aber nicht als zugehörig zu seiner neuen Gattung erkannte. Erst Rudolf Schlechter fasste 1918 diese fünf Arten zusammen, stellte aber gleichzeitig eine Gattung Cephalangraecum für Arten mit stark gestauchter Blütenstandsachse auf. Diese wurde von Victor Samuel Summerhayes 1944 mit Ancistrorhynchus vereinigt. Der Name Ancistrorhynchus wurde aus den griechischen Worten ἄγκιστρον „ankistron“ für ‚Haken‘ und ῥύγχος „rhynchos“ für ‚Schnabel‘ gebildet. Er bezieht sich auf das hakenförmig gebogene Rostellum.
Die Gattung zählt zur Tribus Vandeae. Lange wurde sie mit etlichen weiteren Gattungen in eine Subtribus Aerangidinae gestellt. Neuere Arbeiten favorisieren jedoch die Zusammenlegung unter einer weit gefassten Subtribus Angraecinae. Nah verwandt sind die Gattungen Bolusiella und Microcoelia.
Die Arten der Gattung Ancistrorhynchus sind im tropischen Afrika verbreitet, vor allem im Westen. Ancistrorhynchus metteniae hat das größte Verbreitungsgebiet von Sierra Leone über Nigeria, die Zentralafrikanische Republik und Uganda bis nach Äthiopien und Tansania.
Es gibt etwa 17 Arten in der Gattung Ancistrorhynchus:
- Ancistrorhynchus akeassiae Pérez-Vera: Die Erstbeschreibung erfolgte 2003 und sie kommt im tropischen Westafrika vor.[2]
- Ancistrorhynchus brevifolius Finet: Sie kommt nur im Kongo vor.[2]
- Ancistrorhynchus capitatus (Lindl.) Summerh. (Syn.: Ancistrorhynchus constrictus Szlach. & Olszewski): Westliches tropisches Afrika bis Uganda
- Ancistrorhynchus cephalotes (Rchb. f.) Summerh.: Sie kommt im tropischen Westafrika vor.[2]
- Ancistrorhynchus clandestinus (Lindl.) Schltr.: Sie kommt im tropischen Westafrika bis Uganda vor.[2]
- Ancistrorhynchus crystalensis P.J.Cribb & Laan: Westlich-zentrales tropisches Afrika
- Ancistrorhynchus laxiflorus Mansf.: Sie kommt nur in Tansania vor.[2]
- Ancistrorhynchus metteniae (Kraenzl.) Summerh.: Westliches tropisches Afrika bis südliches Äthiopien
- Ancistrorhynchus ovatus Summerh.: Westlich-zentrales tropisches Afrika bis südwestliches Uganda
- Ancistrorhynchus parviflorus Summerh.: Sie kommt nur in Tansania vor.[2]
- Ancistrorhynchus paysanii Senghas: Sie kommt nur in Kenia vor.[2]
- Ancistrorhynchus recurvus Finet: Westliches tropisches Afrika bis südwestliches Uganda
- Ancistrorhynchus refractus (Kraenzl.) Summerh.: Sie kommt nur in Tansania vor.[2]
- Ancistrorhynchus schumannii (Kraenzl.) Summerh: Südliches Nigeria bis westlich-zentrales tropisches Afrika
- Ancistrorhynchus serratus Summerh.: Bioko: Südliches Nigeria bis Kongo
- Ancistrorhynchus straussii (Schltr.) Schltr.: Nigeria bis westlich-zentrales tropisches Afrika
- Ancistrorhynchus tenuicaulis Summerh.: Sie kommt von Gabun bis Uganda und Malawi vor.